# Percy Pilcher
Percy Pilcher Sinclair (16 de janeiro de 1866 - 2 de outubro de 1899) foi um inventor britânico e aviador pioneiro que realizou voos planados semelhantes aos de Otto Lilienthal.
Em 30 de setembro de 1899, tendo completado seu triplano motorizado, com a intenção de demonstrá-lo a um grupo de espectadores e potenciais patrocinadores em um campo perto de Stanford Hall. Seu triplano, construído com as colaborações de Octave Chanute e Hiram Maxim, era equipado com um motor de 4 Cv que acionava duas hélices. No entanto, dias antes, o virabrequim do motor tinha quebrado e, para não desapontar seus convidados, decidiu pilotar o planador Falcão. O tempo estava tempestuoso e chuvoso, mas às 16:00 Pilcher decidiu que o tempo estava bom o suficiente para voar. Enquanto voava, a cauda quebrou e Pilcher mergulhou 10 metros no chão: ele morreu dois dias depois de seus ferimentos sem nunca ter pilotado seu triplano publicamente.
Foi sepultado no Cemitério de Brompton, oeste de Londres.

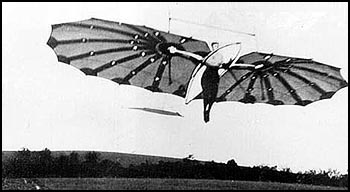
O planador Falcão de Percy Pilcher realizando um voo em 1897.